# Linx (motorfiets)
Linx is een historisch merk van motorfietsen.
De bedrijfsnaam was Moto Linx, Torino, later Milano.
Italiaans merk dat van 1929 tot 1938 173- tot 598 cc motorfietsen met kop- en zijklepmotoren bouwde. De motorblokken kwamen van gespecialiseerde leveranciers als Blackburne, JAP, Python, Piazza enz.